# Kollerup Sogn (Vejle Kommune)
Kollerup Sogn ist eine Kirchspielsgemeinde (dän.: Sogn) im südlichen Dänemark. Bis 1970 gehörte sie zur Harde Tørrild Herred im damaligen Vejle Amt, danach zur Jelling Kommune im erweiterten Vejle Amt, die im Zuge der  Kommunalreform zum 1. Januar 2007 in der „neuen“  Vejle Kommune in der Region Syddanmark aufgegangen ist.
Im Kirchspiel leben 447 Einwohner (Stand:1. Januar 2023). Im Kirchspiel liegt die Kirche „Kollerup Kirke“.
Nachbargemeinden sind im Norden Hvejsel Sogn, im Nordosten Vindelev Sogn, im Osten Grejs Sogn, im Süden und im Westen Jelling Sogn.